# يوسف بن نفيس
يوسف بن نفيس المرَّلي الإربلي الملقب بـشيطان الشام (1190 - 30 مارس 1241) شاعر عراقي من أهل القرن السادس الهجري/ الثالث عشر الميلادي. ولد بإربل ونشأ بها. سكن الموصل وهو شيعي مذهب من غلاة ولقّب بشيطان الشام لأن الغالب على شعره الهزل والسخافة والظَّرف والدُّعابة. أورد له ابن الشعار عدة مقطعات ومختارات من شعره في عقود الجمان في شعراء هذا الزمان. توفي بالموصل ودفن بمقبرة باب الجصّاصة غربي المدينة بأرض البَرَزان. 

## سيرته
هو يوسف بن نفيس بن أبي الفضل بن السعود بن أبي الفضل بن أبي طاهر بن أبي يعلى بن أبي المعالي المرَّلي. من أهل إربل، المقلب بـشيطان الشام. كان والده من قرية من قرى العراق تدعدى دُشينيا على طريق خراسان. ويوسف هذها يكنّى أبا العز. ولد سنة ست وثمانين وخمسمائة/ 1190 م بإربيل ونشأ بها. وما برح خامل الذكر، نازل القدر، يعبث تارةً بالأبيات يسلك فيها مسلك ابن الحجاج في السخف والهزل وتارةً بالزَّكالش العامية، وتارة بغير هذين النوعين حتى صارت له ملكة قوية في بديه الشعر ومترجله. وكان يقدر على نظم ما شاء من غير فكرة ولا روية.
رحل إلى البلاد وامتدح الملوك وأخذ جوائزهم. ثم انتقل إلى الموصل فأقام بها واشتهر بين أهلها له من صاحبها بدر الدين لؤلؤ موضعٌ يحضر مجلس شرابه، ولا يزال يحسن إليه إلى أن مات بالموصل سادس عشر رمضان سنة ثمان وثلاثين وستمائة / 30 مارس 1241. دفن بمقبرة باب الجصّاصة غربي المدينة بأرض البَرَزان. 

ذكره ابن الشعار الموصلي وقال "وكان شاعراً خليعاً ظريفاً معاشراً من ذوي الهزل والمجانة، مكباً على الشراب مفتوناً به، لا يصحو من الزمان إلّا أقلَّه. وكان أسمر اللون يتزيا بزي جند الأكراد، شعره منتشر على كتفيه ويتقلّد سيفا، ويلبس قباءً إلا أنه كان شيعياً مغالياً شديد الرفض، وربما بلغ ذلك إلى ما لا يجوز في الشرع ويخرج إلى الشتم والوقيعة في الصحابة - رضوان الله عليهم - وسامحه الله تعالى وعفا عنا وعنه إنّه جواد كريم. وأنشدني كثيراً من شعره. "